# Chambas
Chambas. Municipio número 1 de la provincia de Ciego de Ávila y surgido en 1976 con la nueva división político–administrativa ocupa un área de 770,08 km², incluidos 12 km., de cayos adyacentes, que le hacen ocupar el segundo lugar en la provincia por su extensión superficial. Posee una población de 39 085 habitantes, con una densidad de 54,5 habitantes por kilómetro cuadrado, inferior a la media provincial. No obstante es uno de los municipios de mayor densidad en la provincia solo superado por el municipio Ciego de Ávila, Morón y Florencia.

## Historia
Según algunos datos históricos conservados, a la llegada de los conquistadores españoles al territorio del actual municipio de Chambas, se encontraron con varios grupos de aborígenes. En la actualidad se estudian varios zonas que muestran algunas señales de haber sido pobladas por aborígenes, ejemplos de estos lugares son:
- Asentamiento aborigen de Nauyú, en las cercanías del poblado de “El Calvario”.
- Asentamiento aborigen de Santa Clarita, junto a los manantiales del centro turístico Aguas Azules.
- Asentamiento aborigen de Mabuya, situado junto al puente del río que corre por el este del poblado.
- Asentamiento aborigen de los Buchillones entre Punta Alegre y el central Máximo Gómez.

Actualmente en el municipio se lleva a cabo una recuperación y conservación de piezas encontradas en los sitios antes mencionados, como constancia de las poblaciones aborígenes que existieron en la zona de Chambas, las cuales se pueden ver en el museo municipal.

## Localidades y Poblados de Chambas
- Andreita 25 .
- Anguillero.
- Vigil (Chambas)|Vigil.
- El Calvario (Chambas)|El Calvario.
- Falla
- Coralia.
- Dos Hermanas.
- Granja.
- Julito.
- Libertad.
- Mangas.
- La Nenita.
- La Oriental.
- La Pedrera.
- Piedra.
- Portada Espinosa.
- Punta Alegre.
- Rivero.
- Ruano.
- Sabana del Medio.
- San Joaquín..
- Santa Clarita.
- Veguitas.
- Biscusia.
- Nelly.
- La Gallería.
- La Pica Pica.
- La 30.
- Sitio Molina.
- Los Cacaos.
- Paso Real.

## Educación
El sistema educacional del municipio está compuesto por círculos infantiles, escuelas primarias, escuelas secundarias, escuelas de atención especial, escuela de oficios, educación de adultos, así como cursos de superación lo que conforma una masa estudiantil de aproximadamente 7.258 estudiantes. Además cuenta con trabajadores de la educación, aproximadamente 1.758 especialistas.

## Salud
En el sistema de salud cuenta con un policlínico docente con servicios avanzados para la atención a la población. Además posee varios consultorios distribuidos en varias localidades para prestar igualmente servicio a la población. En total en el municipio existen aproximadamente 1480 especialistas en la rama de la salud.

## Cultura
El municipio de Chambas es muy conocido por sus ricas tradiciones culturales y principalmente por las conocidas parrandas chamberas. Esta fiesta consiste en dividirse en dos barrios y cada uno crea su propia carroza, las cuales son mostradas en conjunto a los vecinos, y un jurado decide que barrio sale vencedor, estos barrios son el Gallo y el Gavilán. 
Es un verdadero evento tradicional donde se exponen al máximo los fuegos artificiales, congas, vestuarios y derroche de alegría. Por otra parte se extienden las tradiciones al poblado de Punta Alegre además de contar con parrandas donde los barrios son representados por ``El Yeso´´ y `` La Salina´´, viven el llamado carnaval acuático donde el pueblo disfruta de un desfile de carrozas por el mar, lo que es a la vista de muchas personas que lo han presenciado, un espectáculo impresionante.

## Economía
El territorio cuenta con puntos fuertes en el sector económico, ejemplo de esto lo conforma la Planta azucarera situada en la localidad de Falla, perteneciente al municipio de Chambas, dicha empresa todos los años cumple su plan de entrega de azúcar, por lo que proporciona grandes ingresos a la economía municipal, por otra parte en el municipio se desarrolla con mucho auge el cultivo del tabaco.
Otro punto fuerte de la economía del municipio es la fábrica de yeso, la cual está situada en la localidad de Punta Alegre, ésta industria fue renovada en los últimos años, y está en completa capacidad productiva nuevamente.